# Parvamussium vidalense
Parvamussium vidalense is een tweekleppigensoort uit de familie van de Propeamussiidae. De wetenschappelijke naam van de soort is voor het eerst geldig gepubliceerd in 1964 door Barnard.